# Margaux Fabre
Margaux Nicole Jeanne Aude Fabre (* 2. Oktober 1992 in Perpignan) ist eine französische Schwimmerin. Sie erschwamm bis März 2024 bei Europameisterschaften zweimal Gold und einmal Bronze auf der Langbahn. Als Rettungsschwimmerin war sie mit drei Goldmedaillen bei den World Games und drei Goldmedaillen bei den Europameisterschaften 2019 noch erfolgreicher.

## Karriere
Die 1,73 Meter große Margaux Fabre schwimmt für Aqualove Sauvetage in Montpellier.

### Beckenschwimmen
Ihre internationale Karriere begann bei den Junioreneuropameisterschaften 2007. Dort gewann sie Gold über 200 Meter Freistil und wurde Zweite über 400 Meter und 800 Meter Freistil. Ebenfalls Silber erschwamm sie mit der 4-mal-200-Meter-Freistilstaffel. Mit der 4-mal-100-Meter-Freistilstaffel erreichte sie den vierten Platz. Mitte Juli 2008 trat Fabre bei den Juniorenweltmeisterschaften an und wurde Zweite über 400 Meter Freistil. Außerdem wurde sie Siebte über 800 Meter Freistil und Fünfte über 1500 Meter Freistil und schwamm auch mit beiden Freistilstaffeln im Finale. Zweieinhalb Wochen später bei den Junioreneuropameisterschaften 2008 gewann Fabre Gold mit der 4-mal-100-Meter-Freistilstaffel und Silber mit der 4-mal-200-Meter-Freistilstaffel. Hinzu kamen die Silbermedaille über 1500 Meter Freistil, Bronze über 400 Meter Freistil und der 4. Platz über 800 Meter Freistil. 2009 bei den Mittelmeerspielen in Pescara wurde Fabre Achte über 200 Meter Freistil. Die 4-mal-200-Meter-Freistilstaffel in der Besetzung Lara Grangeon, Margaux Fabre, Ophélie-Cyrielle Étienne und Sophie Huber gewann die Silbermedaille hinter den Italienerinnen.
Danach nahm Fabre erst 2015 wieder an internationalen Meisterschaften im Beckenschwimmen teil. Bei den Weltmeisterschaften 2015 in Kasan wurde sie Achte mit der 4-mal-200-Meter-Freistilstaffel. Im Mai 2016 bei den Europameisterschaften in London erreichte Fabre mit der 4-mal-100-Meter-Mixed-Freistilstaffel das Finale mit der viertschnellsten Zeit. Im Endlauf erkämpften Clément Mignon, Jérémy Stravius, Charlotte Bonnet und Anna Santamans die Bronzemedaille. Für ihren Vorlaufeinsatz erhielten auch Lorys Bourelly, Frédérick Bousquet, Camille Gheorghiu und Margaux Fabre eine Bronzemedaille. Drei Monate später bei den Olympischen Spielen 2016 in Rio de Janeiro verfehlte die französische 4-mal-200-Meter-Freistilstaffel mit Coralie Balmy, Cloé Hache, Charlotte Bonnet und Margaux Fabre das Finale mit der zehntschnellsten Vorlaufzeit.
Ende 2017 bei den Kurzbahneuropameisterschaften in Kopenhagen erreichte Fabre nur mit der 4-mal-50-Meter-Freistilstaffel den Endlauf, die Französinnen wurden Vierte mit einer halben Sekunde Rückstand auf die Medaillenränge. Bei den Europameisterschaften 2018 in Glasgow siegte die 4-mal-100-Meter-Freistilstaffel mit Marie Wattel, Charlotte Bonnet, Margaux Fabre und Béryl Gastaldello mit 0,12 Sekunden Vorsprung vor den Niederländerinnen. Für ihren Einsatz im Vorlauf erhielten auch Anouchka Martin und Assia Touati eine Goldmedaille. Nachdem Fabre über 200 Meter Freistil im Halbfinale ausgeschieden war, wurde sie Vierte mit der 4-mal-200-Meter-Freistilstaffel mit einer Zehntelsekunde Rückstand auf die drittplatzierte deutsche Staffel. Ihre zweite Goldmedaille in Glasgow erhielt Fabre mit der 4-mal-100-Meter-Mixed-Freistilstaffel. Hier waren Jérémy Stravius, Maxime Grousset, Margaux Fabre und Béryl Gastaldello im Vorlauf die drittschnellste Zeit geschwommen. Im Endlauf waren Jérémy Stravius, Mehdy Metella, Marie Wattel und Charlotte Bonnet fast fünf Sekunden schneller als die Vorlaufstaffel und gewannen mit 1,9 Sekunden Vorsprung vor dem Quartett aus den Niederlanden.
Wegen der COVID-19-Pandemie wurden die eigentlich für 2020 geplanten internationalen Meisterschaften nach 2021 verschoben. Im Juli 2021 fanden die Schwimmwettbewerbe der Olympischen Spiele in Tokio statt. Die 4-mal-100-Meter-Freistilstaffel mit Gastaldello, Charlotte Bonnet, Margaux Fabre und Anouchka Martin verpasste mit der zehntbesten Zeit den Finaleinzug um 0,68 Sekunden. Die 4-mal-200-Meter-Freistilstaffel erreichte mit Charlotte Bonnet, Assia Touati, Lucile Tessariol und Margaux Fabre die siebtschnellste Vorlaufzeit. Im Finale waren die vier Französinnen drei Sekunden langsamer als im Vorlauf und wurden abgeschlagen Achte.

### Rettungsschwimmen
Margaux Fabre ist auch als Rettungsschwimmerin aktiv. Bei den World Games 2013 siegte sie mit der französischen Hindernisstaffel und mit der Kombinationsstaffel. Vier Jahre später bei den World Games 2017 siegte sie mit der Hindernisstaffel und wurde Dritte im Hindernis-Einzel. Im November 2018 erkämpfte Fabre eine Silber- und eine Bronzemedaille bei den Weltmeisterschaften. 2019 bei den Europameisterschaften in Riccione gewann Fabre drei Goldmedaillen, sowie jeweils vier Silber- und Bronzemedaillen.